# Gola del Salto della Tigre

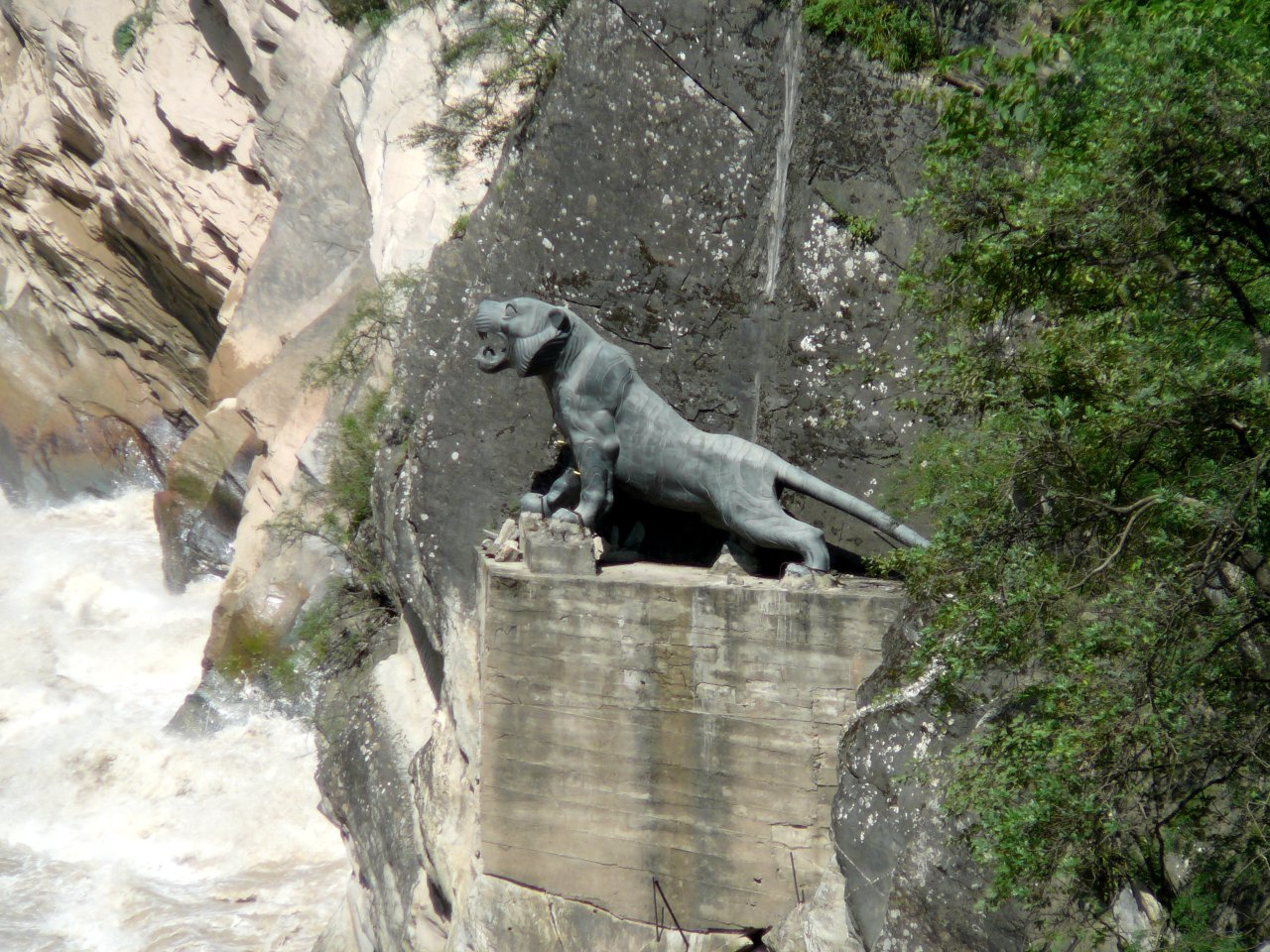
La tigre di bronzo all'ingresso della gola, a nord-est di Shigu (2010).

La gola del Salto della Tigre (虎跳峽T, 虎跳峡S, Hǔtiào XiáP) è una gola di circa 15 chilometri di lunghezza situata nel nord della provincia cinese dello Yunnan. Fa parte del sito patrimonio dell'umanità dell'UNESCO del parco nazionale dei Tre Fiumi Paralleli dello Yunnan. Secondo una leggenda locale, una tigre sarebbe stata in grado di attraversarla nel punto più stretto con due soli balzi, saltando su un macigno in mezzo alla corrente. Se si misura la differenza altitudinale tra il punto più basso e quello più alto, è la gola più profonda del mondo, con una differenza di altitudine di circa 3900 m. 
Nella sua valle il fiume Yangtze scorre come un impetuoso torrente di montagna ad un'altitudine di circa 1800 m sul livello del mare quando entra nella gola e di circa 1600 m quando ne esce. I punti più elevati circostanti sono la montagna innevata del Drago di Giada (5596 m) sul versante orientale e lo Haba Xueshan (5396 m) su quello occidentale.
La gola è turisticamente ben attrezzata con una serie di sentieri, tra i quali ricordiamo una strada che scende attraverso il burrone e un percorso che costeggia dall'alto il fiume conducendo fino al punto più stretto della gola. È possibile trovare punti di riposo sia nella gola che lungo i sentieri escursionistici.